# Caesiumhexafluoroarsenat
Caesiumhexafluoroarsenat ist eine anorganische Verbindung aus der Gruppe der Hexafluoroarsenate.

## Herstellung
Caesiumhexafluoroarsenat kann in einer Fällungsreaktion gewonnen werden, indem Lösungen von Kaliumhexafluoroarsenat und Caesiumchlorid gemischt werden.

## Eigenschaften
Caesiumhexafluoroarsenat liegt bei niedrigerer Temperatur in einer trigonalen Kristallstruktur vor, geht bei höherer Temperatur jedoch in ein kubisches Kristallsystem über.